# Thomas Alkemeyer
Thomas Alkemeyer (* 29. Dezember 1955 in Hamburg) ist ein deutscher Soziologe. Er ist Professor für Soziologie und Sportsoziologie an der Carl von Ossietzky Universität Oldenburg.

## Leben
Alkemeyer studierte Germanistik, Sportwissenschaft, Philosophie und Erziehungswissenschaft in Berlin. Er wurde an der Freien Universität Berlin promoviert. Für seine Dissertation Vom Wettstreit der Nationen zum Kampf der Völker – Aneignung und Umdeutung der „olympischen Idee“ im deutschen Faschismus erhielt er 1995 den Ernst-Reuter-Preis. Ab 1987 war er Lehrbeauftragter für Soziologie und Philosophie des Sports sowie wissenschaftlicher Mitarbeiter am Institut für Sportwissenschaft der FU Berlin. Ab 1999 war Alkemeyer unter anderem leitender Mitarbeiter im DFG-Sonderforschungsbereich „Kulturen des Performativen“. 2001 wurde er Professor für Sport und Gesellschaft an der Carl von Ossietzky Universität Oldenburg. Seit 2010 ist er dort Sprecher des Graduiertenkollegs „Selbst-Bildungen – Praktiken der Subjektivierung in historischer und interdisziplinärer Perspektive“. Außerdem ist er seit 2012 Professor für Soziologie und Sportsoziologie. Er gehört der Jury zur jährlichen Vergabe des Hannah-Arendt-Preises an.

## Forschung
Alkemeyers Forschung zielt auf ein soziologisches Verständnis von Sport und Bewegung. Mithilfe von Praxistheorien (mit Bezug zu Pierre Bourdieu und Anthony Giddens) und dem Begriff der Subjektivierung (im Anschluss an Louis Althusser, Michel Foucault und Judith Butler) werden sowohl Entstehungsbedingungen als auch Auswirkungen körperlicher Praktiken in unterschiedlichen gesellschaftlichen Kontexten betrachtet. 

## Schriften
- Praxis denken. Konzepte und Kritik. VS Verlag für Sozialwissenschaften, Wiesbaden 2015 (hrsg. mit Volker Schürmann und Jörg Volbers).
- Bildungspraxis. Körper-Räume-Objekte. Weilerswist, Velbrück 2015 (hrsg. mit Herbert Kalthoff und Markus Rieger-Ladich).
- Selbst-Bildungen. Soziale und kulturelle Praktiken der Subjektivierung. Transcript, Bielefeld 2013 (hrsg. mit Gunilla Budde und Dagmar Freist).
- Techniken der Subjektivierung. Wilhelm Fink, München 2013 (hrsg. mit Andreas Gelhard und Norbert Ricken).
- Handbuch Evaluation im Sport. Hofmann, Schorndorf 2010.
- Ordnung in Bewegung. Transcript, Bielefeld 2009 (hrsg. mit Kristina Brümmer, Thomas Pille und Rea Kodalle).
- Organisationsentwicklungen und De-Institutionalisierungsprozesse im Sport. Hofmann, Schorndorf 2005 (hrsg. mit Bero Rigauer und Gabriele Sobiech).
- Handbuch Sportspiel. Hofmann, Schorndorf 2005.
- Aufs Spiel gesetzte Körper. UVK, Konstanz 2003 (hrsg. mit Bernhard Boscher, Robert Schmidt und Gunter Gebauer).
- Körper, Kult und Politik. Von der „Muskelreligion“ Pierre de Coubertins zur Inszenierung von Macht in den Olympischen Spielen von 1936. Campus, Frankfurt am Main 1996.
- Vom Wettstreit der Nationen zum Kampf der Völker. Aneignung und Umdeutung der „Olympischen Idee“ im deutschen Faschismus. Berlin 1994 (Mikrofiche-Ausgabe).
- Aspekte einer zukünftigen Anthropologie des Sports. Deutsche Vereinigung für Sportwissenschaft, Clausthal-Zellerfeld 1992 (hrsg. mit Bernhard Boschert, Gunter Gebauer, Eugen König, Alfred Richartz und Stefan Titze).
- Selbstbeherrschte Körper. Ästhetik und Kommunikation, Berlin 1986.